# Departament Alibori
Alibori – jeden z 12 departamentów Beninu. Zajmuje powierzchnię 26 242 km². W spisie ludności z 11 maja 2013 roku liczył 867 463 mieszkańców. 

## Położenie
Położony jest w północno-wschodniej części kraju. Graniczy z państwami Burkina Faso, Nigrem oraz Nigerią, a także z innymi departamentami Beninu – Borgou i Atacora. 

## Historia
Departament został utworzony 15 stycznia 1999 roku w wyniku reformy administracyjnej. Powstał poprzez wydzielenie z Borgou. 

## Demografia
W 2013 roku populacja departamentu liczyła 867 463 mieszkańców. W porównaniu z 2002 rokiem rosła ona średnio o 4,64% rocznie. 
|  |